# Lucian Boia
Lucian Boia, né le 1er février 1944, est un historien roumain francophone.

## Biographie
Son œuvre, originale, traite de l'imaginaire collectif ; il s'est par ailleurs attaché à démonter les ressorts scientifiques du communisme.

## Œuvres en français
- L’Exploration imaginaire de l'espace, La Découverte, 1987
- La Fin du monde, une histoire sans fin, La Découverte, 1989
- Entre l'ange et la bête : le mythe de l'homme différent de l’Antiquité à nos jours, Plon, Paris, 1995
- Pour une histoire de l'imaginaire, Les Belles Lettres, Paris, 1998
- La Mythologie scientifique du communisme, Belles Lettres, 2000
- Le Mythe de la démocratie, Les Belles Lettres, Paris, 2002
- L’Homme face au climat : l'imaginaire de la pluie et du beau temps, Les Belles Lettres, Paris, 2004
- Jules Verne : Les paradoxes d'un mythe, Les Belles Lettres, Paris, 2005
- Quand les centenaires seront jeunes : L'imaginaire de la longévité de l'Antiquité à nos jours, Les Belles Lettres, Paris, 2006
- L’Occident. Une interprétation historique, Les Belles Lettres, Paris, 2007
- La Roumanie : un pays à la frontière de l'Europe, traduit du roumain par Laurent Rossion, Les Belles Lettres, Paris, 2003
- Napoléon III le mal-aimé, Les Belles Lettres, Paris, 2008
- Hégémonie ou déclin de la France ? La fabrication d'un mythe national, Les Belles Lettres, Paris, 2009
- Les Pièges de l’histoire - Les élites intellectuelles roumaines entre 1930 et 1950[1], traduit du roumain par Laure Hinckel, avec la participation de Gabrielle Danoux, Les Belles Lettres, Paris, 2013
- La Fin de l'Occident ? Vers le monde de demain, Les Belles Lettres, Paris, 2018.